# Caio Secco
Caio Gobbo Secco (Cambé, 22 dicembre 1990) è un calciatore brasiliano, portiere della Moreirense.

## Biografia
È in possesso della cittadinanza italiana grazie alle origini dei bisnonni.

## Caratteristiche tecniche
Portiere agile e reattivo, possiede una buona tecnica individuale.

## Carriera
Cresciuto nei settori giovanili di Atlético Mineiro, Paraná e Coritiba, dopo una breve esperienza al CRB nel giugno 2012 firma con il Vitória. Ha fatto il suo esordio professionistico il 21 luglio, nella partita vinta 0-1 contro l'Athl. Paranaense, sostituendo all'intervallo il titolare Gustavo. Il 6 dicembre passa in prestito al Botafogo Sport Club, con cui disputa il successivo Campionato Baiano.
Nell'estate del 2013 viene tesserato dal Parma, che lo cede subito in comproprietà al Crotone. Dopo una prima stagione in cui colleziona solo due presenze, nella seconda si alterna nel ruolo di titolare con lo slovacco Pavol Bajza. Il 12 ottobre 2014 resta vittima di un pauroso infortunio durante la partita contro il Pescara: dopo essersi scontrato fortuitamente con il compagno di squadra Gian Marco Ferrari, che lo colpisce con una ginocchiata al volto, si accascia al suolo privo di sensi. Dopo circa un minuto riprende conoscenza e viene trasportato all'Ospedale San Giovanni di Dio; la TAC esclude conseguenze e il giocatore resta sotto osservazione per un giorno. Il 14 gennaio 2015 si trasferisce a titolo temporaneo al San Marino; nel corso dell'estate, dopo il fallimento della squadra ducale, diviene interamente di proprietà del Crotone, che però lo svincola, non rientrando più nei piani tecnici del club. Nel mese di ottobre firma con la Lupa Castelli Romani; nel 2016, dopo un periodo di prova con il Gubbio, viene tesserato dal Sestri Levante. Dopo aver disputato una buona stagione con la squadra ligure, il 1º agosto 2017 passa alla Feirense, con cui firma un biennale.

## Statistiche

### Presenze e reti nei club
Statistiche aggiornate al 17 maggio 2025.
| Stagione        | Squadra              | Campionato      | Campionato | Campionato | Coppe nazionali | Coppe nazionali | Coppe nazionali | Coppe continentali | Coppe continentali | Coppe continentali | Altre coppe | Altre coppe | Altre coppe | Totale | Totale |
| Stagione        | Squadra              | Comp            | Pres       | Reti       | Comp            | Pres            | Reti            | Comp               | Pres               | Reti               | Comp        | Pres        | Reti        | Pres   | Reti   |
| --------------- | -------------------- | --------------- | ---------- | ---------- | --------------- | --------------- | --------------- | ------------------ | ------------------ | ------------------ | ----------- | ----------- | ----------- | ------ | ------ |
| 2012            | Vitória              | B               | 1          | 0          | CB              | -               | -               | -                  | -                  | -                  | -           | -           | -           | 1      | 0      |
| 2013-2014       | Crotone              | B               | 2          | -3         | CI              | -               | -               | -                  | -                  | -                  | -           | -           | -           | 2      | -3     |
| 2014-gen. 2015  | Crotone              | B               | 15         | -15        | CI              | 0               | 0               | -                  | -                  | -                  | -           | -           | -           | 15     | -15    |
| Totale Crotone  | Totale Crotone       | Totale Crotone  | 17         | -18        |                 | 0               | 0               |                    | -                  | -                  |             | -           | -           | 17     | -18    |
| gen.-giu. 2015  | San Marino           | LP              | 16         | -23        | CI-LP           | -               | -               | -                  | -                  | -                  | -           | -           | -           | 16     | -23    |
| ott. 2015-2016  | Lupa Castelli Romani | LP              | 20         | -37        | CI-LP           | -               | -               | -                  | -                  | -                  | -           | -           | -           | 20     | -37    |
| nov. 2016-2017  | Sestri Levante       | D               | 19         | -26        | CI-D            | -               | -               | -                  | -                  | -                  | -           | -           | -           | 19     | -26    |
| 2017-2018       | Feirense             | PL              | 33         | -46        | TdP+TdL         | 1+0             | 0               | -                  | -                  | -                  | -           | -           | -           | 34     | -46    |
| 2018-2019       | Feirense             | PL              | 24         | -43        | TdP+TdL         | 0+1             | -2              | -                  | -                  | -                  | -           | -           | -           | 25     | -45    |
| 2019-2020       | Feirense             | SL              | 24         | -18        | TdP+TdL         | 1+1             | -1 + -1         | -                  | -                  | -                  | -           | -           | -           | 26     | -20    |
| Totale Feirense | Totale Feirense      | Totale Feirense | 81         | -107       |                 | 4               | -4              |                    | -                  | -                  |             | -           | -           | 85     | -111   |
| 2020-2021       | Marítimo             | PL              | 2          | -4         | TdP+TdL         | 3+0             | -4+0            | -                  | -                  | -                  | -           | -           | -           | 5      | -8     |
| 2021-2022       | Penafiel             | SL              | 34         | -38        | TdP+TdL         | 1+2             | -3 + -1         | -                  | -                  | -                  | -           | -           | -           | 37     | -42    |
| 2022-2023       | Penafiel             | SL              | 23         | -28        | TdP+TdL         | 0+1             | 0 + -2          | -                  | -                  | -                  | -           | -           | -           | 24     | -30    |
| Totale Penafiel | Totale Penafiel      | Totale Penafiel | 57         | -66        |                 | 4               | -6              |                    | -                  | -                  |             | -           | -           | 61     | -72    |
| 2023-2024       | Marítimo             | PL              | 4          | -1         | TdP+TdL         | 1+0             | -2+0            | -                  | -                  | -                  | -           | -           | -           | 5      | -3     |
| 2024-2025       | Marítimo             | PL              | 5          | -8         | TdP+TdL         | 3+1             | -3 + -2         | -                  | -                  | -                  | -           | -           | -           | 9      | -13    |
| Totale Marítimo | Totale Marítimo      | Totale Marítimo | 9          | -9         |                 | 5               | -7              |                    | -                  | -                  |             | -           | -           | 14     | -16    |
| Totale carriera | Totale carriera      | Totale carriera | 222        | -290       |                 | 16              | -21             |                    | -                  | -                  |             | -           | -           | 238    | -311   |